# PGC 213955
LEDA/PGC 213955 ist eine Balken-Spiralgalaxie vom Hubble-Typ SBcd mit ausgedehnten Sternentstehungsgebieten im Sternbild Drache am Nordsternhimmel. Sie ist schätzungsweise 134 Millionen Lichtjahre von der Milchstraße entfernt und hat einen Durchmesser von etwa 25.000 Lichtjahren. Vom Sonnensystem aus entfernt sich das Objekt mit einer errechneten Radialgeschwindigkeit von näherungsweise 2.900 Kilometern pro Sekunde.
Gemeinsam mit NGC 4205 bildet sie ein optisches Galaxienpaar. Im selben Himmelsareal befinden sich unter anderem die Galaxien NGC 4238, PGC 2659676, PGC 2660403, PGC 2663023.